# Arthraxon lanceolatus
Arthraxon lanceolatus är en gräsart som först beskrevs av William Roxburgh, och fick sitt nu gällande namn av Ferdinand von Hochstetter. Arthraxon lanceolatus ingår i släktet Arthraxon och familjen gräs. Inga underarter finns listade i Catalogue of Life.